# Achatius van Ararat

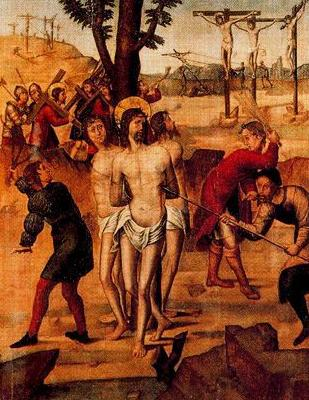
"Martirio de San Acacio" (Nederlands: de marteling van Sint Achatius), in de zestiende eeuw gemaakt door een anonieme kunstenaar uit Toledo.

Op het schilderij zijn drie doorspieste en bloedende figuren in een boom met scherpe doornen, de acacia, te zien uit het verhaal van de Heilige Achatius en de 10.000 martelaren. Linksonder op de grond ligt een kroon, die waarschijnlijk verwijst naar keizer Hadrianus, en rechts is de opdrachtgever van het schilderij vereeuwigd. Links in de boom hangt een schild met daarop een merkteken, vermoedelijk het huismerk van de opdrachtgever. Zowel boven de boom als aan de rechterzijde van de compositie zijn banderollen met Middelnederlandse teksten weergegeven. In het midden bovenaan verschijnt de heilige geest, in de gedaante van een duif, 1551, Museum Catharijneconvent

Achatius van Ararat (Cappadocië, jaar? — de berg Ararat, ca. 120/140) was officier in het Romeinse leger en later martelaar. Hij is heilig verklaard, en wordt tot de Noodhelpers gerekend. Zijn rooms-katholieke gedenkdag is 22 juni, de orthodoxen gedenken hem op 31 maart.

## Historie
Bronnen omtrent Achatius van Ararat zijn vooral op legenden gebaseerd, en vaststelling van de historische toedracht is nagenoeg onmogelijk. Er bestaan een zestal andere heiligen met dezelfde naam, hetgeen de verwarring nog in de hand werkt. Daarbij komt dat een van die naamgenoten (Akakios of Agathius, die in 303 of 304 in Constantinopel stierf), net als Achatius van Ararat een Romeins legerhoofdman was.

### Legenden
Volgens een legende uit de twaalfde eeuw stond Achatius aan het hoofd van een leger dat, 9000 man sterk, een slag dreigde te verliezen. Engelen daalden uit de hemel neer, en beloofden hun de overwinning mits zij zich tot het christendom bekeerden. Daarmee waren zij echter van het staatsgeloof afgevallen. Zij werden met doornentakken gekastijd en vervolgens gekruisigd. Niettemin lieten, aldus de legende, duizenden zich nog dopen en werden in totaal 10.000 bekeerlingen ter dood gebracht.
In de dertiende eeuw bestond er een Armeense legende onder de Dominicanen, die wilde dat Achatius aartsbisschop was van Seleukia, nabij het huidige Turkse dorp Magaraçik, en werd gemarteld en terechtgesteld.

## Eigenschappen
Achatius' naam is een gelatiniseerde vorm van het Hebreeuwse Achaz en betekent in die taal “God houdt (vast)”. In het Grieks staat de naam voor “de Onschuldige”. Overigens wordt hij ook wel Akakios genoemd.
Met een verwijzing naar zijn marteling wordt Achatius vaak voorgesteld met een doornenstruik of doornenkroon, maar ook draagt hij wel een vaan, een groot kruis en een zwaard. Daarnaast wordt hij wel met bisschoppelijke versierselen voorgesteld; dit is weer gebaseerd op persoonsverwisselingen.
Gezegd wordt dat Achatius bescherming biedt tegen ziekten en tegen angst voor de dood.